# Вайнанс, Си-Си
Си-Си Вайнанс (англ. CeCe Winans; род. 8 октября 1964, Детройт) — американская госпел и ритм-н-блюз певица, автор песен, продюсер, обладательница 10 премий «Грэмми».

## Детство
Си-Си Вайнанс (настоящее имя — Присцилла) родилась 8 октября 1964 года в семье Дэвида и Долорес Вайнанс, где давно ждали девочку после появления на свет семи сыновей — Дэвида, Рональда, Марвина, Карвина, Дэниэла, Майкла и Бенджамина (БиБи). Несколько лет спустя у Си-Си появились две сестры — Анжелика и Дэбби. Никто в семье Вайнанс точно не помнит, почему Присциллу стали называть Си-Си, но возникновение прозвища связано с бабушкой.
Отец, Дэвид Вайнанс, работал парикмахером и водителем такси. Совмещая доходы супруги (работавшей в госпитале) со своими, он содержал 10 детей. Познакомились родители Сиси в 1950 году, будучи участниками госпел-хора в Детройте. Любовь к музыке и Богу всегда была главным ориентиром в их стиле воспитания детей.
В 7 лет Си-Си впервые публично исполнила песню — «Fill My Cup». В семье Вайнанс петь было так же естественно, как ходить и дышать. «Наш дом всегда был наполнен музыкой», — рассказывала Си-Си. «Для мамы было нормальным стоять на кухне и напевать, готовя обед. Так же и папа утром пел у зеркала, бреясь и читая. Это был способ общения, развлечения и способ чувствовать мир».

## Дискография

### Сольные студийные альбомы
- 1995: Alone in His Presence
- 1998: Everlasting Love
- 1998: His Gift
- 1999: Alabaster Box
- 2001: CeCe Winans
- 2003: Throne Room
- 2005: Purified
- 2008 Thy Kingdom Come